# 嗚吼嗚吼吼
《嗚吼嗚吼吼》是台灣女子組合AKB48 Team TP的第四張單曲，2020年9月17日由喜歡音樂製作，環球及好言娛樂發行。

## 背景
《嗚吼嗚吼吼》是AKB48 Team TP在2020年9月17日發行的第四張實體單曲，官網於2020年8月28日公佈主打歌曲目並在同月31日公佈選拔成員。

## 單曲版本
《嗚吼嗚吼吼》僅發行一種版本，內含CD、DVD以及选拔组成员隨機成員生寫真一張（共48款），並包含「嗚吼嗚吼吼 握手會」握手兌換码一份。在组合官方商店购买的单曲另附赠有收录由组合活动中的39名成员演唱的《嗚吼嗚吼吼》的CD、隨機成員生寫真一張（共39款）及参加合影会的抽选机会。

## 收錄內容
CD
1. 《嗚吼嗚吼吼》（曲長4分04秒）
2. 《奔跑吧！企鵝》（曲長3分59秒）
3. 《哈囉CENTER》（曲長4分00秒）
4. 《嗚吼嗚吼吼》 off vocal ver.
5. 《奔跑吧！企鵝》 off vocal ver.
6. 《哈囉CENTER》 off vocal ver.

DVD
1. 《嗚吼嗚吼吼》 Music Video

## 歌曲與參與成員
成员的所属为单曲发行日的情况。

### 嗚吼嗚吼吼
（中心成員：林于馨）
- Unit Daisy正式成员：陳詩雅、潘姿怡、冼迪琦、蔡亞恩
- Unit Bellflower正式成员：劉語晴、邱品涵、林倢、李佳俐
- Unit Sakura正式成员：劉曉晴、林于馨
- Unit Daisy研究生：柏靈、李孟純
- Unit Bellflower研究生：藤井麻由、羅瑞婷
- Unit Sakura研究生：周佳郁、鄭佳郁

本次主打歌曲《嗚吼嗚吼吼》翻唱自AKB48 Team K 6th Stage「RESET」公演中的《唔吼大遊行》（ウッホウッホホ），其MV在新北市石門區麟山鼻的半島秘境濱海民宿拍攝。單曲選拔組與上次同為16人編制。本次選拔成員中李孟純是自组合首张單曲《勇往直前》相隔三作，柏靈則是從组合第二张单曲《TTP Festival》後相隔兩作回歸。而羅瑞婷和鄭佳郁都是首次入選選拔成員。

### 奔跑吧！企鵝
（中心成員：蔡伊柔）
- Unit Bellflower正式成员：劉語晴、邱品涵、林倢、李佳俐
- Unit Bellflower研究生：藤井麻由、蔡伊柔、高云珏、王逸嘉、張法法、鄭妤葳、羅瑞婷、周家安

B面曲《奔跑吧！企鵝》翻唱自AKB48第24張單曲《崇尚麻里子》中由Team 4演唱的劇場版收錄曲《跑吧！企鵝》（走れ!ペンギン），其MV在新北市貢寮區拍攝。演唱組別由官方粉絲俱樂部會員投票決定為Unit Bellflower。

### 哈囉CENTER
（中心成員：李孟純）
- Unit Daisy研究生：李孟純、林潔心
- Unit Bellflower研究生：蔡伊柔
- Unit Sakura研究生：高硯晨、林亭莉

《哈囉CENTER》翻唱自AKB48第31張單曲《再見自由式》中的收錄曲《Haste和Waste》（ハステとワステ），歌曲由组合Youtube節目《TTP偶像生死鬥之智力大考驗》中選出的测试成绩最差的5位成員演唱。

## 外部連結
- 官方頻道影片（繁體中文）
  - YouTube上的《嗚吼嗚吼吼》完整版MV
  - YouTube上的《奔跑吧！企鵝》完整版MV